# Christoph Gensch (Politiker)
Christoph Gensch (* 3. November 1978 in Zweibrücken) ist ein deutscher Arzt und Politiker der CDU. Er ist seit Mai 2016 Mitglied des Rheinland-Pfälzischen Landtages und von Oktober 2018 bis zu seinem Rücktritt aus persönlichen und familiären Gründen im Juni 2019 Generalsekretär der rheinland-pfälzischen CDU.

## Leben
Gensch wurde als Sohn eines Arztes geboren. Nach dem Abitur 1999 am Helmholtz-Gymnasium Zweibrücken studierte er von 2000 bis 2007 Humanmedizin an der Universität des Saarlandes. 2008 wurde er mit dem Dissertationsthema Regulation endothelialer Progenitorzellen durch Pioglitazon und Prostaglandin E1 zum Doktor der Medizin promoviert. Von 2009 bis 2010 folgte ein Forschungsstipendium der Deutschen Forschungsgemeinschaft an der Harvard Medical School in Boston.
Nach Erhalt der Approbation war Gensch von 2008 bis 2014 als Assistenzarzt in der Abteilung für Kardiologie, Angiologie und Internistische Intensivmedizin am Universitätsklinikum des Saarlandes tätig. Von 2014 bis 2015 arbeitete er als Assistenz- und Funktionsoberarzt am evangelischen Krankenhaus Zweibrücken. Seit 2015 Facharzt für Innere Medizin. Im gleichen Jahr erfolgte sein Eintritt in die väterliche Arztpraxis für Innere Medizin in Zweibrücken.
Gensch war von 2011 bis 2013 Vorsitzender des CDU-Ortsverbandes Stadtmitte (Zweibrücken) und war von 2013 bis 2016 Vorsitzender des CDU-Kreisverbandes Zweibrücken. Seit 2014 ist er Mitglied im Stadtrat von Zweibrücken und war dort bis 2022 Vorsitzender der CDU-Fraktion.
Für die Landtagswahlen 2016 und 2021 kandidierte er im Wahlkreis 46 Zweibrücken und wurde direkt in den Landtag gewählt. Im Parlament ist er Mitglied des Ausschusses für Gesundheit, Pflege und Demografie sowie des Ausschusses für Umwelt, Energie und Ernährung. Er ist Beauftragter für Sucht- und Drogenpolitik der CDU-Landtagsfraktion.
Christoph Gensch ist verheiratet und hat zwei Kinder.